# 时空裂痕
《时空裂痕》（英語：Rift: Planes of Telara）是Trion Worlds开发运行的角色扮演类网络游戏，2011年3月1日在北美正式运行

## 游戏历史
2012年2月初有消息指出盛大获得《时空裂痕》在中国大陆的代理权，2月10日盛大正式宣布获得该游戏在大陆的代理权。10月23日在中国大陆首次内测，同年12月12日将再次内测。
2012年2月24日Trion Worlds与游戏怪兽共同宣布游戏怪兽获得《时空裂痕》台湾代理权，同年7月21日游戏在台首次封测，并在9月28日开启不删档内测，最终于2012年10月5日《时空裂痕》在台公测。